# جيمس ريتشموند (عسكري)
جيمس ريتشموند (بالإنجليزية: James Richmond)‏ هو عسكري أمريكي، ولد في 1843 في مين في الولايات المتحدة، وتوفي في 3 يونيو 1864.